# Лісова жаба хвиляста
Лісова жаба хвиляста (Leptopelis vermiculatus) — вид земноводних з роду Лісова жаба родини Жаби-верескуни.

## Опис
Загальна довжина досягає 3,9—8,5 см. Це одна з найбільших жаб Африки. Спостерігається статевий диморфізм: самиці більші за самців. Голова середнього розміру, морда трикутна. Очі великі, витрішкуваті. Тулуб кремезний. Перетинки між пальцями задніх лап добре розвинені. Барабанна перетинка велика.
Існують дві колірні варіації. Фаза А: особини забарвлені в яскраво-зелений колір з чорним сітчастим малюнком і мармуровим чорно-білим орнаментом з боків. За це ця жаба й отримала свою назву. У фази В на світло-коричневому або бежевому фоні спини присутній більш темний трикутник з широкою основою у крижів і вершиною, спрямованою до голови, а між очима є темна перетинка або пляма.
Молоді особини і деякі самці мають тип забарвлення А, у той час як всі самиці і частина самців відносяться до типу В.

## Спосіб життя
Полюбляє тропічні ліси нижнього і середнього поясу гір. Зазвичай дотримується берегів водойм, часто зустрічається на гілках дерев, що звисають над водою. Зустрічається на висоті 900–1800 м над рівнем моря. Активна вночі. Живиться комахами.
Розмноження відбувається під час сезону дощів. Самиця закопує яйця у ґрунт. У цього виду пуголовки виходять з яєць у воду, де відбувається метаморфоз.

## Розповсюдження
Мешкає у гірських системах Узамбара і Рунгве в Танзанії.